# Rotflügelige Ödlandschrecke
Die Rotflügelige Ödlandschrecke (Oedipoda germanica) ist eine Kurzfühlerschrecke aus der Familie der Feldheuschrecken (Acrididae). Sie kommt in Europa von den Pyrenäen bis zur Wolga sowie in Westasien vor und lebt in warmen und trockenen, ausschließlich schwach bewachsenen, steinigen oder felsigen Habitaten. Sie reagiert äußerst empfindlich auf Verbuschung. Die Art ist in großen Teilen Mitteleuropas durch die Zerstörung ihrer Lebensräume in ihrem Bestand stark reduziert worden und gilt in Deutschland als vom Aussterben bedroht. Namensgebendes Merkmal sind die rot gefärbten Hinterflügel.

## Merkmale

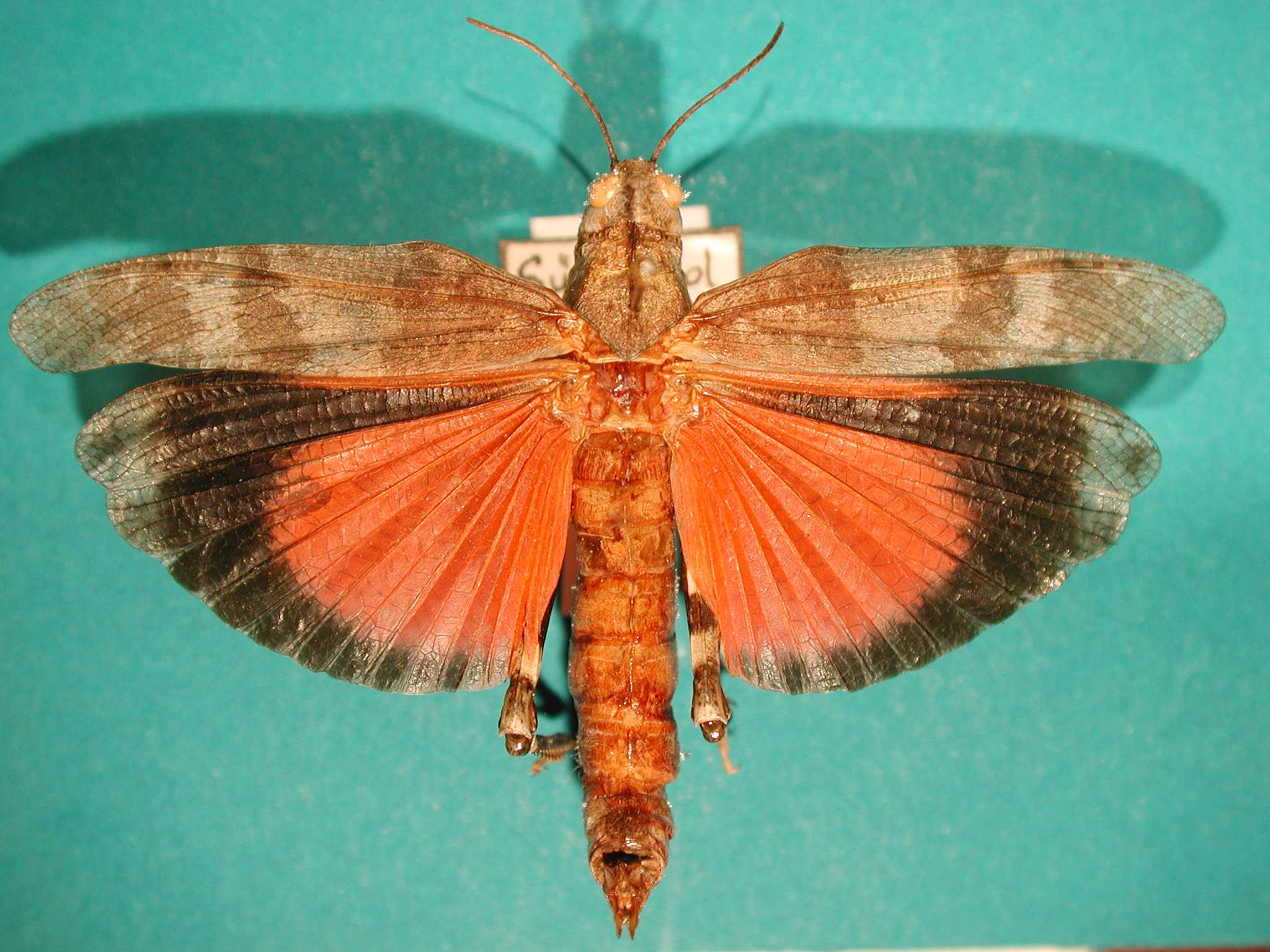
Rotflügelige Ödlandschrecke fotografiert in der Zoologischen Staatssammlung München.

Die Männchen erreichen eine Körperlänge von 16 bis 22, die Weibchen von 22 bis 32 Millimetern. Die Tiere sehen der Blauflügeligen Ödlandschrecke (Oedipoda caerulescens) sehr ähnlich, da ihre Körperfarbe ebenso je nach bewohntem Gebiet zwischen hellgrau bis dunkelbraun und schwärzlich variiert und auf den dunklen Vorderflügeln und Hinterbeinen ebenso zwei helle Binden eine dunkle einschließen. Eindeutiges Unterscheidungsmerkmal zwischen den beiden Arten sind die Hinterflügel. Wie der Name zum Ausdruck bringt, besitzt die Rotflügelige Ödlandschrecke rot gefärbte Hinterflügel, an deren Außenrand eine breite schwarze Binde verläuft. Diese ist ausgeprägter als bei O. caerulescens und verläuft nicht nur entlang des gesamten Außenrandes, sondern auch kurz hinter dem Vorderrand von der Flügelspitze spitz zulaufend bis zum Flügelansatz. Die Flügelspitze ist normalerweise durchsichtig dunkel gefärbt, kann aber auch schwarz und undurchsichtig sein. Die Flügelfärbung kann gelegentlich auch rötlichgelb, orange oder gelb sein. Die Hinterschenkel besitzen am Oberrand eine Stufe, welche aber weniger stark ausgebildet ist als bei der ähnlichen Art. Die Stirnrippe zwischen den Fühlern ist anders als bei der Blauflügeligen Ödlandschrecke ungekielt. Die Schienen (Tibien) an den Hinterbeinen sind grau gefärbt und tragen basal einen hellen Ring. Durch ihre Färbung ist sie sehr gut an den Moos- und Flechtenbewuchs ihres Lebensraumes angepasst.

## Vorkommen und Lebensraum

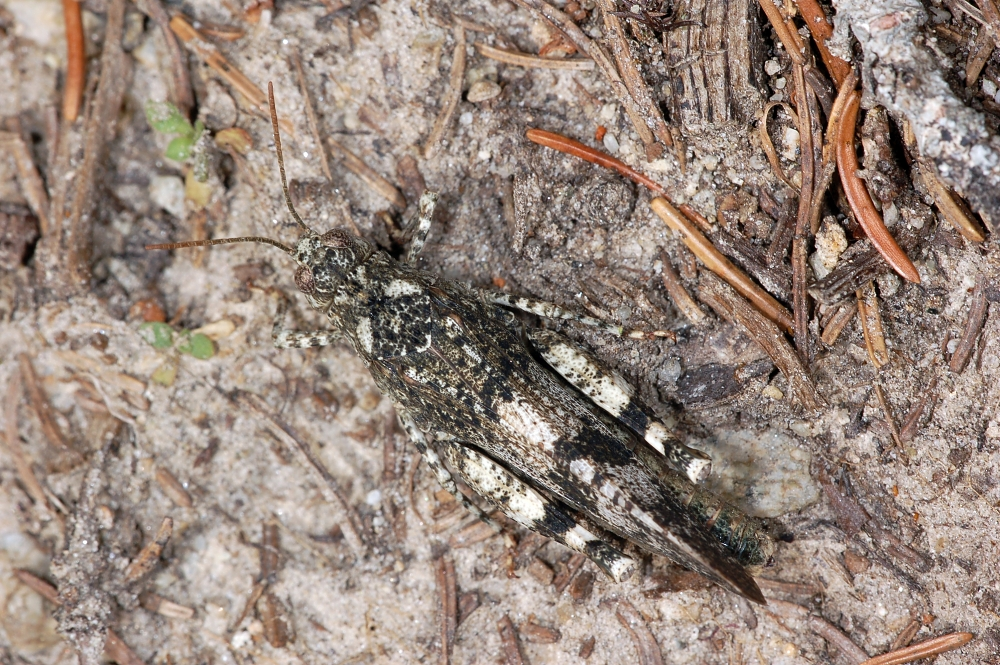
Rotflügelige Ödlandschrecke in den Alpen

Die Tiere kommen in Europa und Asien von den Pyrenäen bis zur Wolga vor. Im Norden erstreckt sich ihre Verbreitung von Paris über Belgien, die Mitte Deutschlands bis Oberschlesien, nach Süden verlaufend über den Balkan in den Süden Rumäniens und östlich weiter über den Süden der Ukraine in den Süden Russlands. Die südliche Grenze bildet der Norden Spaniens, Italien, sowie der östliche Mittelmeerraum und Kleinasien bis nach Syrien. Man findet die Art in Deutschland vor allem in Höhen von 200 bis 400, maximal von 800 bis 900 Metern, in der Schweiz tritt sie bis ungefähr 1500 Meter Seehöhe noch häufig auf und ist bis 2520 Meter nachgewiesen.
Die Art bevorzugt warme und trockene Habitate, kommt aber ausschließlich an schwach bewachsenen, steinigen oder felsigen Orten, wie beispielsweise an steilen Südhängen, Schuttfluren und Felsen, Felsenheiden, schwach bewachsenem Trockenrasen, oder in diesen Lebensräumen sehr ähnlichen Steinbrüchen vor. Schotterflächen an Flussufern werden auch besiedelt, aber nur dann, wenn sie den bevorzugten Lebensräumen sehr ähnlich sind. Die Art toleriert keine sandigen Böden und reagiert äußerst empfindlich auf Verbuschung und auch auf eine Erhöhung der Niederschlagsmengen bzw. Nebel. Hohe Temperaturen werden bei hoher Luftfeuchtigkeit schlecht vertragen. Die Populationen können sich aber in trockenen Jahren mit hohen Temperaturen wieder erholen. Sie übersteht kühle Nächte und kann deshalb auf sonnenexponierten Hängen weit in hohe Lagen vorkommen. Man kann die Art häufig in Gesellschaft mit der weniger anspruchsvollen Blauflügeligen Ödlandschrecke und seltener mit der Italienischen Schönschrecke (Calliptamus italicus) beobachten. Auch der Braune Grashüpfer (Chorthippus brunneus) und der Steppengrashüpfer (Chorthippus vagans) leben nicht selten gemeinsam mit der Rotflügeligen Ödlandschrecke.
Besiedelt werden unter günstigen Bedingungen auch relativ kleine Habitate mit der Größe von nur etwa 100 Quadratmetern. Ein genetischer Austausch zwischen Populationen in Habitaten, die bis zu mehrere hundert Meter voneinander entfernt sind, findet vor allem durch die Männchen statt, bei größeren Distanzen ist dies mit großer Wahrscheinlichkeit nicht möglich. Männchen wandern im Umkreis von etwa 500 Metern um ihr Habitat, die standorttreueren Weibchen kommen auf nur etwa 300 Meter. Dabei gibt es sehr standorttreue Individuen, die sich nicht weiter als 50 Meter von ihrem Habitat fortbewegen, andere sind dagegen besonders agil. Das Wandern ist für die genetische Durchmischung und die Neubesiedelung wichtig, die standorttreuen Tiere sichern währenddessen den Fortbestand der Population.

## Lebensweise
Die Lebensweise ist der der Blauflügeligen Ödlandschrecke sehr ähnlich. Wie auch andere Ödlandschrecken sind die Tiere an das Leben auf dem Boden angepasst und bewegen sich fast ausschließlich gehend fort. Sie können allerdings auch sehr gut fliegen. Das Fluchtverhalten der Art ist ebenso typisch für Ödlandschrecken. Bei Gefahr fliegen sie in einem behänden Flug auf, um ihre leuchtend roten Hinterflügel zu zeigen und nach einem plötzlichen Hakenschlag auf einem Felsen zu landen, auf dem sie durch ihre Färbung fast nicht zu erkennen sind.

### Nahrung
In älterer Literatur wird behauptet, dass sich die Rotflügelige Ödlandschrecke von Gräsern ernährt. Dies kann aber durch jüngere Beobachtungen nicht bestätigt werden. Vielmehr ernähren sich die Tiere von krautigen Pflanzen wie beispielsweise von Edel-Gamander (Teucrium chamaedrys), Hügel-Meier (Asperula cynanchica), Gewöhnlichem Hufeisenklee (Hippocrepis comosa), Aufrechtem Ziest (Stachys recta) oder Schmalblättrigem Hohlzahn (Galeopsis angustifolia). Die jeweils gefressenen Pflanzen stehen vermutlich in Bezug zum jeweils vorgefundenen Angebot des bewohnten Habitats. Es wurden auch Tiere beim Befressen von Aas beobachtet.

### Gesang
So wie auch bei den anderen Arten der Ödlandschrecken kann man bei der Rotflügeligen Ödlandschrecke keinen charakteristischen Gesang definieren. Männchen erzeugen kurze Schwirrlaute, beide Geschlechter können mit ihren Mandibeln knacken. Vor der Paarung kann man auf etwa einen Meter Distanz kurze metallische Laute wahrnehmen. Ein desinteressiertes Weibchen lehnt das Männchen mit Fußtrommeln ab, wobei mit den Tarsen meistens nur einmal, gelegentlich auch mehrmals mit Abständen hintereinander auf den Boden getrommelt wird. Männchen wie Weibchen bewegen als Ausdrucksbewegung die Schenkel der Hinterbeine langsam auf und ab.

### Entwicklung
Die Weibchen beginnen etwa 20 Tage nach der Imaginalhäutung mit der Eiablage. Sie legen im Abstand von fünf bis acht Tagen fünf Mal jeweils etwa 18 Eier in den Boden ab. Die darauffolgenden Eiablagen finden ungefähr alle 10 Tage mit nur mehr etwa 10 Eiern statt. Die Eier können für kurze Zeit Temperaturen von über 50 °C unbeschadet überstehen. Die daraus schlüpfenden Larven häuten sich nach insgesamt fünf Larvenstadien meist bis Ende Juli, spätestens bis Mitte August zum adulten Tier. Im Extremfall findet man Larven auch noch Mitte Oktober. Die Imagines findet man in normalen Jahren von Juli bis Oktober.

## Gefährdung und Schutz
Das Vorkommen der Rotflügeligen Ödlandschrecke ist in großen Teilen Mitteleuropas durch die Zerstörung ihrer sensiblen Lebensräume stark reduziert worden. Insbesondere der Verlust von Trockenrasenflächen, Schutthalden und die Umstrukturierung von traditionell bewirtschafteten Weinbergen zu industriellem Anbau, aber auch das Zerstören von Sekundärhabitaten in Steinbrüchen und Abraumhalden durch Arbeitstätigkeit an einst stillgelegten Bereichen, hat die Populationen der Art stark beeinträchtigt. Mittlerweile wird sie in Deutschland in der Roten Liste gefährdeter Arten als „vom Aussterben bedroht“ (Kategorie 1) eingestuft.
Neben dem Erhalt von großflächigen Schutt- und Schotterflächen ist das Präparieren von geeigneten Habitaten für den Fortbestand der Art notwendig. Insbesondere das Fällen von Büschen und Bäumen und das Abtragen des Oberbodens bis an das Geröll, angrenzend an bestehende Habitate, kann neuen Lebensraum für die Art schaffen.